# Revilla Vallejera
Revilla Vallejera es un municipio y localidad española de la provincia de Burgos, en la comunidad autónoma de Castilla y León. El término municipal, ubicado en la comarca de Odra-Pisuerga, tiene una población de 115 habitantes (INE 2024) e incluye también el núcleo de Vizmalo.

## Geografía
Integrado en la comarca de Odra-Pisuerga y el partido judicial de Burgos, se sitúa a 47 km de la capital burgalesa. El término municipal está atravesado por la autovía de Castilla A-62 entre los pK 45 y 48. Comprende las localidades de Revilla (68 hab.) y Vizmalo (23 hab.) (INE 2008), así como las granjas de Finca Santa Rosalía y Vega Alegre, ambas sin población censada y situadas junto a la localidad palentina de Villodrigo en el fértil valle del río Arlanzón.
El relieve del municipio consta de una zona muy llana cercana al río Arlanzón, que hace de límite con Valles de Palenzuela y Palenzuela, y otra con páramos al norte y al oeste. La altitud del territorio oscila entre los 906 m en un páramo al oeste y los 750 m en la ribera del río Arlanzón. El pueblo se alza a 798 m sobre el nivel del mar. 
| Noroeste: Villamedianilla                     | Norte: Villamedianilla y Vallejera | Noreste: Los Balbases y Villaverde-Mogina |
| Oeste: Castrojeriz                            |                                    | Este: Villodrigo (Palencia)               |
| Suroeste: Castrojeriz y Palenzuela (Palencia) | Sur: Palenzuela (Palencia)         | Sureste: Valles de Palenzuela             |

## Historia
Villa que formaba parte, en su categoría de pueblos solos, del partido de Castrojeriz, uno de los catorce que formaban la intendencia de Burgos, durante el periodo comprendido entre 1785 y 1833, en el Censo de Floridablanca de 1787, jurisdicción de realengo con alcalde ordinario.

## Demografía
Revilla Vallejera cuenta con una población de 115 habitantes (INE 2024).
| Gráfica de evolución demográfica de Revilla Vallejera entre 1842 y 2021 |
| |
| Población de derecho según los censos de población del INE Población de hecho según los censos de población del INEEn estos censos se denominaba Revilla Vallegera: 1842, 1857, 1860, 1877, 1887, 1897, 1900, 1910, 1920, 1930, 1940, 1950, 1960, 1970, 1981 y 1991. Entre el censo de 1857 y el anterior, crece el término del municipio porque incorpora a Vizmalo. |

## Economía
En la localidad de Vizmalo se encuentra una granja de bueyes wagyu. 